# 카심 마잘리와
카심 마잘리와 마잘리와(스와힐리어: Kasim Majaliwa Majaliwa, 1960년 12월 22일~)는 탄자니아의 정치인으로 2015년부터 탄자니아의 총리를 맡고 있다. 그는 2015년 총선 이후 존 마구풀리 대통령에 의해 임명되었다. 그는 집권당인 탄자니아 혁명당 당원이며 2010년부터 루앙과 선거구의 국회의원으로 재직하고 있다.

## 어린 시절 및 교육
마잘리와는 1960년 12월 22일 무슬림 가정에서 태어났다. 그는 1983년에 키곤세라 중등학교를 졸업했다. 그 후 그는 1999년까지 16년 동안 교사로 일했다. 한편, 그는 1993년에 음트와라 교사 교육 대학에서 교사 졸업장을, 1998년에 다르에스살람 대학교에서 교육학 학사 학위를 취득했다. 1999년부터 2006년까지 탄자니아 교원협회에서 지방서기와 지역서기를 지냈다. 그는 2006년 우람보의 구청장으로 임명되었다. 그는 2010년 국회의원으로 선출될 때까지 이 직책을 유지했다.

## 정치 경력
마잘리와는 2010년 총선에서 루앙과에서 온 탄자니아 혁명당 표로 처음으로 국회의원에 당선되었다. 2010년부터 2015년까지 총리실 지방행정지방자치부 차관을 지냈다.
2015년 총선에서 마잘리와는 시민통일전선의 오마리 마코타를 31,281표 대 25,536표로 누르고 루앙과에서 재선되었다.
존 마구풀리가 2015년 총선에 이어 탄자니아의 대통령으로 취임한 후, 그는 2015년 11월 19일에 마잘리와를 총리로 임명했다. 그가 선거 정치에 상대적으로 새로 온 사람이었음을 감안할 때, 그의 임명은 심지어 그 자신에게도 놀라운 것이었습. 그의 선택은 그의 겸손, 정직, 직업윤리뿐만 아니라 새로운 총리가 마잘리와 출신지인 남부지방 출신이 될 것으로 예상되는 지역적 고려에 기인했다. 교사, 노동조합원 및 차관으로서 교육에서의 그의 경험은 또한 이 분야를 개혁하고자 하는 마구풀리 대통령의 명시적인 열망에 자산이 될 것으로 기대되었다. 야당은 경험 부족을 이유로 그의 발탁을 비판했다.